# Salmo 70
Il salmo 70 (69 secondo la numerazione greca) costituisce il settantesimo capitolo del Libro dei salmi.
È tradizionalmente attribuito al re Davide. È utilizzato dalla Chiesa cattolica nella liturgia delle ore.